# Diócesis de Caruaru
La diócesis de Caruaru (en latín: Dioecesis Caruaruen(sis) y en portugués: Diocese de Caruaru) es una circunscripción eclesiástica latina de la Iglesia católica en Brasil, sufragánea de la arquidiócesis de Olinda y Recife. La diócesis tiene al obispo Ruy Gonçalves Lopes, O.F.M.Cap. como su ordinario desde el 10 de julio de 2019. 

## Territorio y organización
La diócesis tiene 5852 km² y extiende su jurisdicción sobre los fieles católicos de rito latino residentes en 19 municipios del estado de Pernambuco: Agrestina, Altinho, Barra de Guabiraba, Bezerros, Bonito, Cachoeirinha, Camocim de São Félix, Caruaru, Chã Grande, Gravatá, Ibirajuba, Riacho das Almas, Sairé, Santa Cruz do Capibaribe, São Caitano, São Joaquim do Monte, Tacaimbó, Taquaritinga do Norte y Toritama.
La sede de la diócesis se encuentra en la ciudad de Caruaru, en donde se halla la Catedral de Nuestra Señora de los Siete Dolores.
En 2019 en la diócesis existían 43 parroquias.

## Historia
La diócesis fue erigida el 7 de agosto de 1948 con la bula Quae maiori christifidelium del papa Pío XII, obteniendo el territorio de la arquidiócesis de Olinda y Recife.

## Estadísticas
De acuerdo al Anuario Pontificio 2020 la diócesis tenía a fines de 2019 un total de 803 390 fieles bautizados.
| Año                                                                             | Población            | Población | Población      | Sacerdotes | Sacerdotes    | Sacerdotes    | Bautizados por sacerdote | Diáconos permanentes | Religiosos | Religiosos | Parroquias |
| Año                                                                             | Bautizados católicos | Total     | % de católicos | Total      | Clero secular | Clero regular | Bautizados por sacerdote | Diáconos permanentes | Varones    | Mujeres    | Parroquias |
| ------------------------------------------------------------------------------- | -------------------- | --------- | -------------- | ---------- | ------------- | ------------- | ------------------------ | -------------------- | ---------- | ---------- | ---------- |
| 1950                                                                            | 299 000              | 300 000   | 99.7           | 18         | 17            | 1             | 16 611                   |                      | 1          | 12         | 13         |
| 1957                                                                            | 315 000              | 320 000   | 98.4           | 21         | 18            | 3             | 15 000                   |                      | 3          | 36         | 14         |
| 1966                                                                            | 417 665              | 428 849   | 97.4           | 36         | 24            | 12            | 11 601                   |                      | 8          | 61         | 21         |
| 1970                                                                            | 450 000              | 480 000   | 93.8           | 32         | 25            | 7             | 14 062                   |                      | 7          | 82         | 21         |
| 1976                                                                            | 480 000              | 530 000   | 90.6           | 30         | 22            | 8             | 16 000                   |                      | 10         | 65         | 21         |
| 1980                                                                            | 556 000              | 618 000   | 90.0           | 30         | 24            | 6             | 18 533                   |                      | 6          | 78         | 22         |
| 1990                                                                            | 701 000              | 778 000   | 90.1           | 40         | 29            | 11            | 17 525                   |                      | 19         | 73         | 24         |
| 1999                                                                            | 670 000              | 800 000   | 83.8           | 36         | 28            | 8             | 18 611                   |                      | 17         | 63         | 26         |
| 2000                                                                            | 675 000              | 802 000   | 84.2           | 37         | 28            | 9             | 18 243                   | 6                    | 19         | 65         | 26         |
| 2001                                                                            | 685 125              | 814 030   | 84.2           | 39         | 30            | 9             | 17 567                   | 6                    | 19         | 65         | 26         |
| 2002                                                                            | 702 570              | 832 115   | 84.4           | 39         | 30            | 9             | 18 014                   | 6                    | 17         | 65         | 26         |
| 2003                                                                            | 713 108              | 844 596   | 84.4           | 44         | 35            | 9             | 16 207                   | 6                    | 17         | 61         | 26         |
| 2004                                                                            | 610 281              | 724 794   | 84.2           | 42         | 35            | 7             | 14 530                   | 6                    | 18         | 64         | 26         |
| 2006                                                                            | 684 019              | 789 077   | 86.7           | 46         | 39            | 7             | 14 869                   | 9                    | 10         | 73         | 27         |
| 2013                                                                            | 749 000              | 863 000   | 86.8           | 67         | 59            | 8             | 11 179                   | 14                   | 13         | 72         | 35         |
| 2016                                                                            | 785 743              | 928 427   | 84.6           | 69         | 61            | 8             | 11 387                   | 11                   | 28         | 61         | 38         |
| 2019                                                                            | 803 390              | 949 932   | 84.6           | 76         | 67            | 9             | 10 570                   | 13                   | 37         | 62         | 43         |
| Fuente: Catholic-Hierarchy, que a su vez toma los datos del Anuario Pontificio. |                      |           |                |            |               |               |                          |                      |            |            |            |

## Episcopologio
- Paulo Hipólito de Souza Libório † (15 de marzo de 1949-20 de junio de 1959 nombrado obispo de Parnaíba)
- Augusto Carvalho † (8 de agosto de 1959-27 de octubre de 1993 retirado)
- Antônio Soares Costa † (27 de octubre de 1993-7 de junio de 2002 falleció)
- Bernardino Marchiò (6 de noviembre de 2002-10 de julio de 2019 retirado)
- Ruy Gonçalves Lopes, O.F.M.Cap., desde el 10 de julio de 2019